# أندي باركر
أندي باركر (بالإنجليزية: Andy Parker)‏ هو لاعب كرة قدم أمريكية أمريكي، ولد في 8 سبتمبر 1961 في ريدلاندس في الولايات المتحدة.

## وصلات خارجية
- أندي باركر على موقع مرجع كرة القدم المحترفة.كوم (الإنجليزية)